# Aní de bec solcat
L'aní de bec solcat (Crotophaga sulcirostris) és una espècie d'ocell de la família dels cucúlids (Cuculidae) que habita a sabanes, garrigues i zones arbustives d'Amèrica, des del sud Texas (Estats Units) cap al sud, al llarg de Mèxic i Amèrica Central, fins a Amèrica del Sud (de Colòmbia cap al sud, per l'oest dels Andes, fins al nord de Xile i de l'Argentina, i cap a l'est fins a Veneçuela i Guyana).